# والتر فون براوخیچ
هاینریش آلفرد هرمان والتر فون براوخیچ (به آلمانی: Heinrich Alfred Hermann Walther von Brauchitsch) (۴ اکتبر ۱۸۸۱ – ۱۸ اکتبر ۱۹۴۸) یک نظامی و فیلدمارشال آلمانی در دوره رایش سوم بود که بین سال‌های ۱۹۳۸ تا ۱۹۴۱ فرماندهی کل نیروی زمینی آلمان را بر عهده داشت.

## سال‌های اولیه
والتر فون براوخیچ روز ۴ اکتبر سال ۱۸۸۱ در برلین زاده شد. از خاندانی از طبقه بالای اجتماعی با سابق بلند خدمت حکومتی در پروس بود. سال ۱۹۰۰ به عنوان افسر به هنگ نخبه ۳ پیاده‌نظام محافظ پیوست. سال بعد به هنگ ۳ توپخانه منتقل شد. سال ۱۹۰۴ به درجه سروان ترفیع گرفت. براوخیچ بین ساله‌های ۱۹۱۰ تا ۱۹۱۲ در دانشکده جنگ به تحصیل پرداخت و به عنوان افسر ستاد کل در برلین خدمت کرد. در جریان جنگ جهانی اول افسر ستادی چندین لشکر و سپاه بود. تا پایان جنگ به درجه سرگرد نائل آمد و نشان خاندان هوهن‌تسولرن و نشان درجه ۱ صلیب آهنین را دریافت کرد.

## رایشسور
براوخیچ پس از جنگ به رایشسور پیوست. سال ۱۹۲۱ یک آتشبار توپخانه را فرماندهی کرد. از سال ۱۹۲۲ در دفتر نیرو (عنوان پوششی ستاد کل) به خدمت ادامه و رزمایش‌های نیروهای موتوریزه را صورت داد. سال ۱۹۲۵ با درجه سرهنگ دوم به فرماندهی یک گردان توپخانه در هنگ ۶ پیاده‌نظام رسید. سال ۱۹۲۷ رئیس ستاد منطقه نظامی شماره ۶ شد. پس چند جایگاه ستادی دیگر، سال ۱۹۲۸ درجه سرهنگ ترفیع گرفت. براوخیچ از سال ۱۹۳۰ مجدداً به دفتر نیرو بازگشت و مسئول بخش آموزش نیروی زمینی شد. در این موقعیت به درجه سرتیپی ترفیع گرفت. سال ۱۹۳۲ بازرس توپخانه بود. سال بعد به عنوان فرمانده منطقه نظامی شماره ۱ و لشکر یکم پیاده‌نظام در کونیگسبرگ، به درجه سرلشکری ترفیع گرفت.

## ورماخت
براوخیچ سال ۱۹۳۵ به عنوان فرمانده سپاه ۱ در کونیکسبرک برگزیده شد و سال بعد به درجه سپهبد (ژنرال توپخانه) ترفیع گرفت. سال ۱۹۳۷ فرمانده گروه فرماندهی ۴ در لایپزیش بود. براوخیچ فردی نوآور در زمینه توپخانه به حساب می‌آمد و خود را محدود به عقاید سنتی نظامی نمی‌کرد. او نقش عمده‌ای در توسعه فلاک ۸٫۸ س‌م که به عنوان توپ ضد تانک نیز به کار گرفته شد، ایفا نمود.

### فرماندهی کل نیروی زمینی

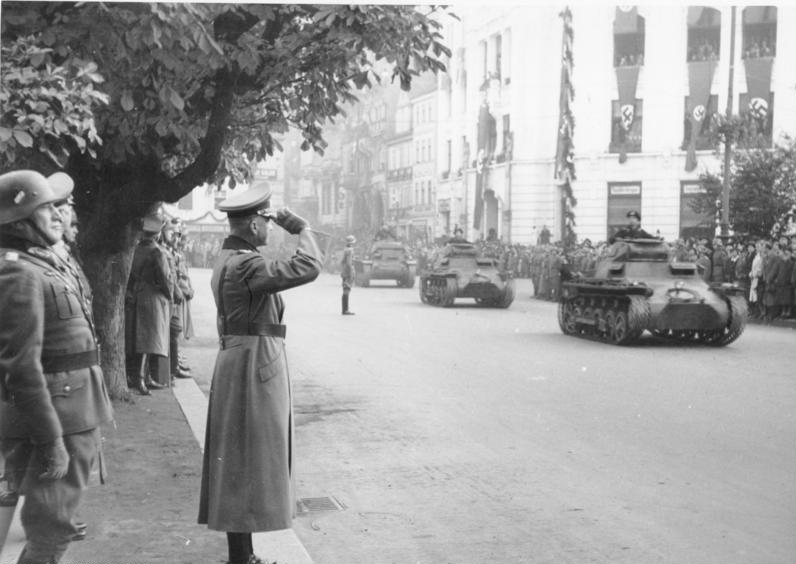
در حال بازدید از رژه نیروهای زرهی ورماخت در کارلسبات، سودتنلند، ۱۳ اکتبر ۱۹۳۸

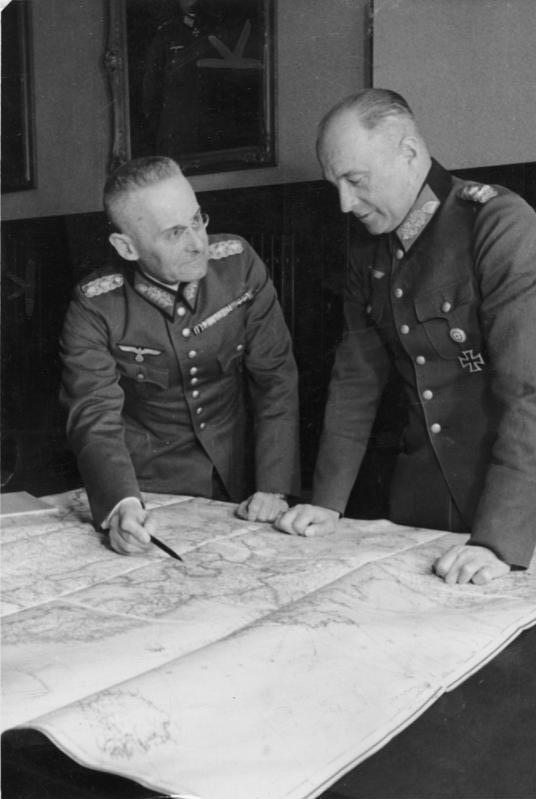
در حال طرح‌ریزی تهاجم به لهستان، در کنار ارتشبد فرانتس هالدر، ۱۹۳۹

برگزیده شدن براوخیچ به عنوان فرمانده کل نیروی زمینی آلمان صورتی از شگفتی داشت؛ چرا که چندان فردی پایبند و معتقد به اصول ناسیونال سوسیالیسم نشان نمی‌داد. به هر صورت با توجه به تشکیل فرماندهی عالی ورماخت، فرمانده کل نیروی زمینی دیگر همانند گذشته قدرتمند نبود. براوخیچ جهت پذیرش این انتصاب پیش از پایان مسئله بلومبرگ-فریچ، مورد انتقاد قرار گرفته‌است. عده‌ای معتقدند هدف او از پذیرش این جایگاه محافظت از نیروی زمینی در مقابل نفوذ عوامل سیاسی بود؛ به وجهی که همان سال ۱۹۳۸ به آدولف هیتلر گفت که دخالت غیرنظامیان در امور نظامی در هر صورت نتایج فاجعه‌باری خواهد داشت. به هر حال، براوخیچ تصور می‌کرد قادر به اداره هیتلر خواهد بود اما بعداً متوجه شخصیت غیرقابل سلطه پیشوا شد؛ به شکلی که بعدها در جایی نوشت: «هیتلر سرنوشت آلمان بود و نمی‌شد جلوی این سرنوشت ایستاد.» بدین ترتیب براوخیچ سعی نکرد از سد هیتلر بگذرد. او خود به مرور تضعیف شد و تسلط بر امور را از دست داد تا صرفاً به یک فرمانده نمادین بدل گردد. ضعف شخصیت، پیروزی‌های بزرگ هیتلر، حس وفاداری و نفوذ همسرش دلایل این مسئله دانسته شده‌است. از همین رو، در سخن اریش فون مانشتاین، براوخیچ «از جایگاه مشاور نظامی رئیس حکومت به فرمانده‌ای مطیع متعهد به تمکین بی‌چون‌وچرا تقلیل یافت.»

#### جنگ جهانی دوم
ترفیع درجات:
- ۱۹۰۰: ستوان دوم
- ۱۸ اکتبر ۱۹۰۹: ستوان یکم
- ۱۸ دسامبر ۱۹۱۳: سروان
- ۱۵ ژوئیه ۱۹۱۸: سرگرد
- ۱ آوریل ۱۹۲۵: سرهنگ دوم
- ۱ آوریل ۱۹۲۸: سرهنگ
- ۱ اکتبر ۱۹۳۱: سرتیپ
- ۱ اکتبر ۱۹۳۳: سرلشکر
- ۲۰ آوریل ۱۹۳۶: سپهبد (ژنرال توپخانه)
- ۴ فوریه ۱۹۳۸: ارتشبد
- ۱۹ ژوئیه ۱۹۴۰: فیلد مارشال

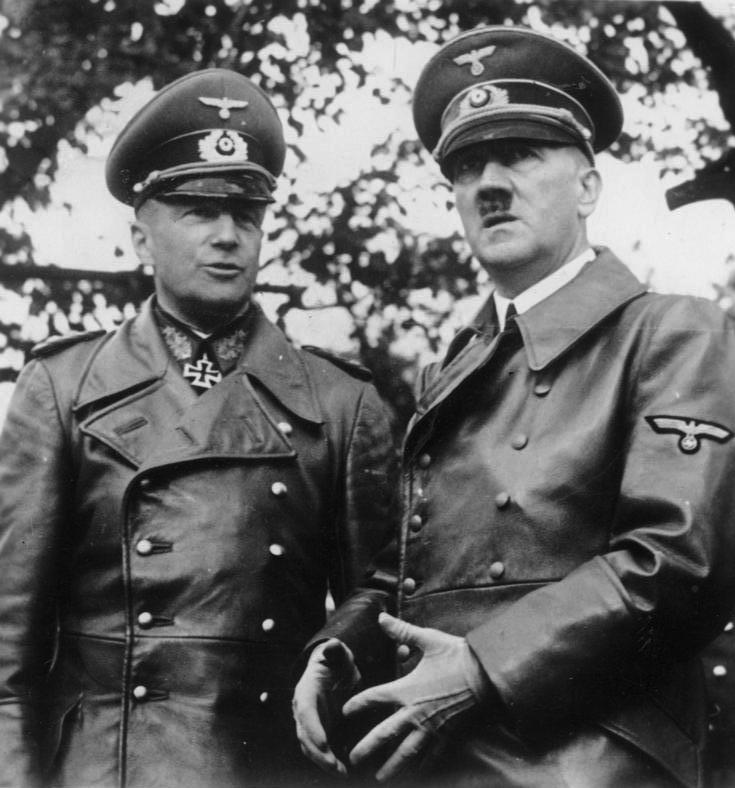
در کنار آدولف هیتلر، ورشو، ۵ اکتبر ۱۹۳۹

براوخیچ روز ۲۱ ژوئیه سال ۱۹۴۰، در دیدار با هیتلر، مقدار نیروی لازم برای فائق آمدن بر شوروی را ۸۰ تا ۱۰۰ لشکر دانست. با انتقال مقر فرماندهی عالی ورماخت و فرماندهی عالی نیروی زمینی در ماه ژوئن سال ۱۹۴۱ به پروس شرقی، هر هفته چند بار با قطار مسیر ۱۵ کیلومتری را جهت گزارش‌دهی به هیتلر طی می‌نمود. این رفت و برگشت اثر بدی بر سلامتی جسمانی او گذاشت به شکلی که حتی سخن گفتن را برای او دشوار ساخت. هفته‌های آغازین عملیات بارباروسا روابط او با هیتلر تنش‌آلود شد. هیتلر تصور می‌کرد او به اندازه کافی بر فرماندهان گروه ارتش‌ها مسلط نیست. براوخیچ ماه نوامبر دچار یک حمله قلبی شد. با توجه به شرایط نامناسب میدان‌های نبرد، حتی با وجود مشکلات سلامتی، امکان عزل او بدون خدشه‌دار کردن تصویر تبلیغاتی که از نیروی زمینی در انظار جلوه‌دار بود، وجود نداشت. هیتلر با وجود قدرت سیاسی بالا، همچنان نمی‌توانست آرای جمعی افسران ارشد نیروی زمینی در این رابطه را نادیده بگیرد. از طرفی جانشین مناسبی هم برای براوخیچ مد نظر نبود. بدین صورت او برای مدت دیگری در مقام فرماندهی کل نیروی زمینی باقی ماند.
با رسیدن نیروهای آلمانی در خط مقدم به انتهای ظرفیتشان، براوخیچ اواخر روز ۵ دسامبر سال ۱۹۴۱ به ارتشبد فرانتس هالدر، رئیس ستاد کل نیروی زمینی، گفت او نهایتاً تصمیمش را برای کناره‌گیری از فرماندهی کل نیروی زمینی گرفته‌است. براوخیچ در نهایت روز ۱۹ دسامبر به دلایل پزشکی بازنشسته شد تا هیتلر شخصاً فرماندهی کل نیروی زمینی را در دست بگیرد. براوخیچ هیچگاه مجدداً به خدمت فراخوانده نشد.
براوخیچ از مشارکت در هر گونه جنبش مخالف هیتلر خودداری کرد. با وجود بی‌علاقگی به حزب ناسیونال سوسیالیست، خود شخصاً ستایش‌گر هیتلر بود.

## پس از جنگ
براوخیچ پس از پایان جنگ در سال ۱۹۴۵ به اسارت نیروهای بریتانیایی درآمد. فیلدمارشال والتر فون براوخیچ در نهایت ماه اکتبر سال ۱۹۴۸ درحالی‌که تقریباً نابینا شده بود، پیش از آن که در دادگاه نورنبرگ محاکمه شود، در اثر ناراحتی قلبی درگذشت.

## زندگی شخصی
براوخیچ تابستان سال ۱۹۳۸ پس از ۲۸ سال و داشتن چهار فرزند از همسر نخست خود جدا شد. سه ماه بعد در سن ۵۸ سالگی مجدداً ازدواج نمود. همسر دومش به عنوان ستایشگر هیتلر، او را به تبعیت همه‌جانبه از پیشوا تشویق می‌کرد. گفته می‌شود با وجود اکراه محفل محافظه‌کار سران نیروی زمینی از دست زدن به طلاق، هیتلر و هرمان گورینگ در سرگرفتن ازدواج مجدد او نقش داشته‌اند. براوخیچ همواره در مضیقه مالی بود و سعی داشت با کار شبانه‌روزی در دفتر کارش ناراحتی زندگی خانوادگی خود را جبران کند. گفته در این زمان ۸۰٬۰۰۰ رایشس‌مارک از هیتلر دریافت کرد و بدین شکل همواره وام‌دار او بود.